# Nettoyeur à vapeur
 (octobre 2016).
Si vous disposez d'ouvrages ou d'articles de référence ou si vous connaissez des sites web de qualité traitant du thème abordé ici, merci de compléter l'article en donnant les références utiles à sa vérifiabilité et en les liant à la section « Notes et références ».

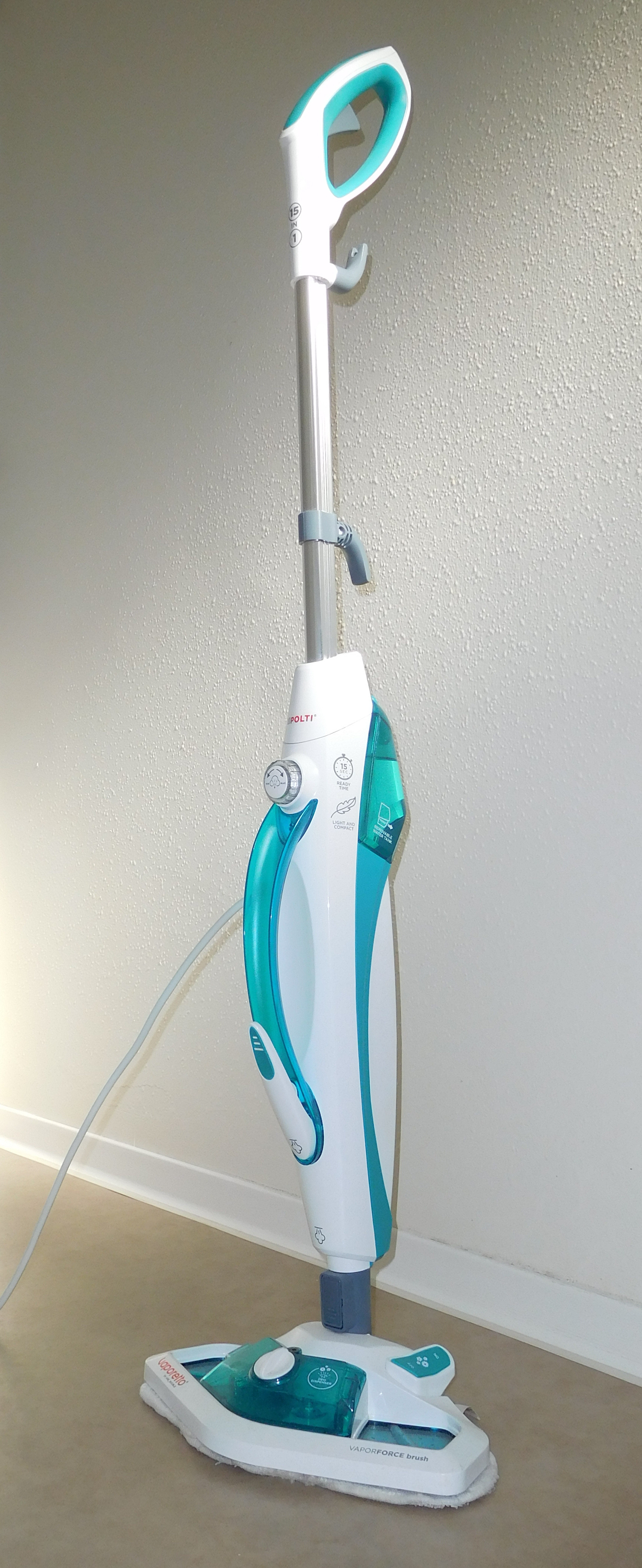
Balai ou nettoyeur portatif à vapeur.

Le nettoyeur à vapeur est un appareil électroménager muni d'une chaudière remplie d'eau qui est chauffée de 70 à 120 °C (environ) et transforme ainsi l'eau liquide en vapeur. La capacité du réservoir est d'environ 500 ml.
La vapeur d'eau sort de l'accessoire de l'appareil et permet, grâce à la température élevée, de nettoyer et dégraisser des sols, murs, tissus et des endroits inaccessibles ou poreux comme les joints. L'emploi de la vapeur sous pression permet de nettoyer des taches incrustées ainsi que la graisse sans utilisation de détergent, ce qui est un argument écologique mis en avant par les marques.
Le nettoyeur à vapeur peut être couplé à un fer à repasser et servir alors de centrale vapeur, d'autres accessoires permettent de décoller un papier peint.
Certains nettoyeurs sont conçus pour une utilisation professionnelle ; la vapeur est plus sèche grâce à la puissance des résistances qui chauffent l'eau.